# Parque nacional Monte Bauple
Monte Bauple es un parque nacional científico en Queensland (Australia), ubicado a 190 km al norte de Brisbane.

## Datos
- Área: 5 km²
- Coordenadas: 25°48′49″S 152°34′24″E / -25.81361, 152.57333
- Fecha de Creación: 1935
- Administración: Servicio para la Vida Salvaje de Queensland
- Categoría IUCN: Ia

Véase también:
- Zonas protegidas de Queensland

- Datos: Q1602749